# Петрилово (Костромская область)
Петрилово — село в Костромском районе Костромской области России. Входит в состав Шунгенского сельского поселения.

## География
Село находится в юго-западной части Костромской области, в подзоне южной тайги, на восточном берегу Костромского водохранилища, на расстоянии приблизительно 13 км (по прямой) к северо-западу от города Кострома, административного центра области и района. Абсолютная высота — 88 м над уровнем моря.

### Климат
Климат характеризуется как умеренно континентальный, с продолжительной холодной многоснежной зимой и коротким сравнительно тёплым летом. Средняя температура воздуха самого холодного месяца (января) — −11,6 °C; самого тёплого месяца (июля) — 17,8 °C (абсолютный максимум — 37 °С). Годовое количество атмосферных осадков — 613 мм, из которых большая часть выпадает в тёплый период.

### Часовой пояс
Село Петрилово, как и вся Костромская область, находится в часовой зоне МСК (московское время). Смещение применяемого времени относительно UTC составляет +3:00.

## Население
| 2008 | 2010 | 2014 |
| ---- | ---- | ---- |
| 656  | ↘579 | ↗613 |

### Национальный состав
Согласно результатам переписи 2002 года, в национальной структуре населения русские составляли 99 % из 609 чел.